# Krishnapura, Nanjangud
Krishnapura là một làng thuộc tehsil Nanjangud, huyện Mysore, bang Karnataka, Ấn Độ.